# Видес, Бруно
Бруно Леонель Видес (исп. Bruno Leonel Vides; род. 20 февраля 1993 года, Сальта) — аргентинский футболист, нападающий.

## Биография

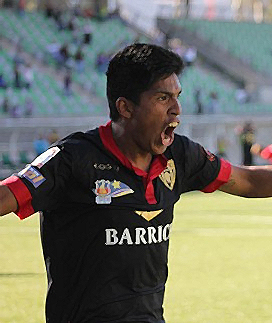
Видес в составе «Депортес Копьяпо»

Видес — воспитанник клуба «Ланус». 6 мая 2012 года в матче против «Годой-Крус» он дебютировал в аргентинской Примере. В 2013 году Бруно помог клубу выиграть Южноамериканский кубок. Летом 2014 года в поисках игровой практики Видес на правах аренды перешёл в чилийский «Депортес Копьяпо». 16 августа в матче против «Магальянес» он дебютировал чилийской Примере B. 14 сентября в поединке против «Депортес Ла-Серена» Бруно забил свой первый гол за «Депортес Копьяно». В матчах против «Иберии» и «Сан-Луис Кильота» он сделал по хет-трику.
Летом 2015 года Видес на правах аренды перешёл в эквадорский «Универсидад Католика». 19 июля в матче против «Барселоны» из Гуаякиль он дебютировал в эквадорской Серии A. 2 августа в поединке против «Мушук Руна» Бруно сделал «дубль», забив свои первые голы за «Универсидад Католика». 19 сентября в матче против «Гуаякиль Сити» он сделал хет-трик.
Летом 2016 года Бруно в третий раз был отдан в аренду, его новым клубом стал «Атлетико Сармьенто». 18 сентября в матче против «Ньюэллс Олд Бойз» он дебютировал за новую команду. В начале 2017 года Видес на правах аренды перешёл в «Эмелек». 29 января в матче против своего бывшего клуба «Универсидад Католика» он дебютировал за новый клуб. В этом же поединке Бруно забил свой первый гол за «Эмелек». В начале 2018 года он вернулся в «Ланус». 21 февраля в матче Южноамериканского кубка против перуанского «Спортинг Кристал» Бруно забил свой первый гол за клуб.

## Достижения
Командные
 «Ланус»
- Обладатель Южноамериканского кубка — 2013